# Cuartetos milaneses (Mozart)
Los seis Cuartetos milaneses, K. 155-160, fueron compuestos por Wolfgang Amadeus Mozart a finales de 1772 y principios de 1773, durante su tercer viaje a Italia. Su sobrenombre se debe a que fueron compuestos en Milán, mientras Mozart estaba trabajando en su ópera Lucio Silla. 
Antes de escribir esta serie de cuartetos, Mozart había compuesto un primer cuarteto de cuerda (KV 80 en 1770), de manera que estos cuartetos se numeran por lo general del n.º 2 al n.º 7. Los cuartetos están compuestos en un plan de tonalidades: re-sol-do-fa-si♭-mi♭, siguiendo el círculo de quintas.
Todos estos cuartetos presentan tan solo tres movimientos. Cuatro de los cuartetos (KV 156-159) tiene movimientos lentos en el modo menor. Los movimientos finales son generalmente ligeros, usualmente minuetos o rondós.

## Los seis cuartetos
- Cuarteto de cuerda n.º 2 en re mayor, KV 155 (1772).
- Cuarteto de cuerda n.º 3 en sol mayor, KV 156 (1772).
- Cuarteto de cuerda n.º 4 en do mayor, KV 157 (1772).
- Cuarteto de cuerda n.º 5 en fa mayor, KV 158 (1773).
- Cuarteto de cuerda n.º 6 en si bemol mayor, KV 159 (1773).
- Cuarteto de cuerda n.º 7 en mi bemol mayor, KV 160 (1773).